# Robert Aumann

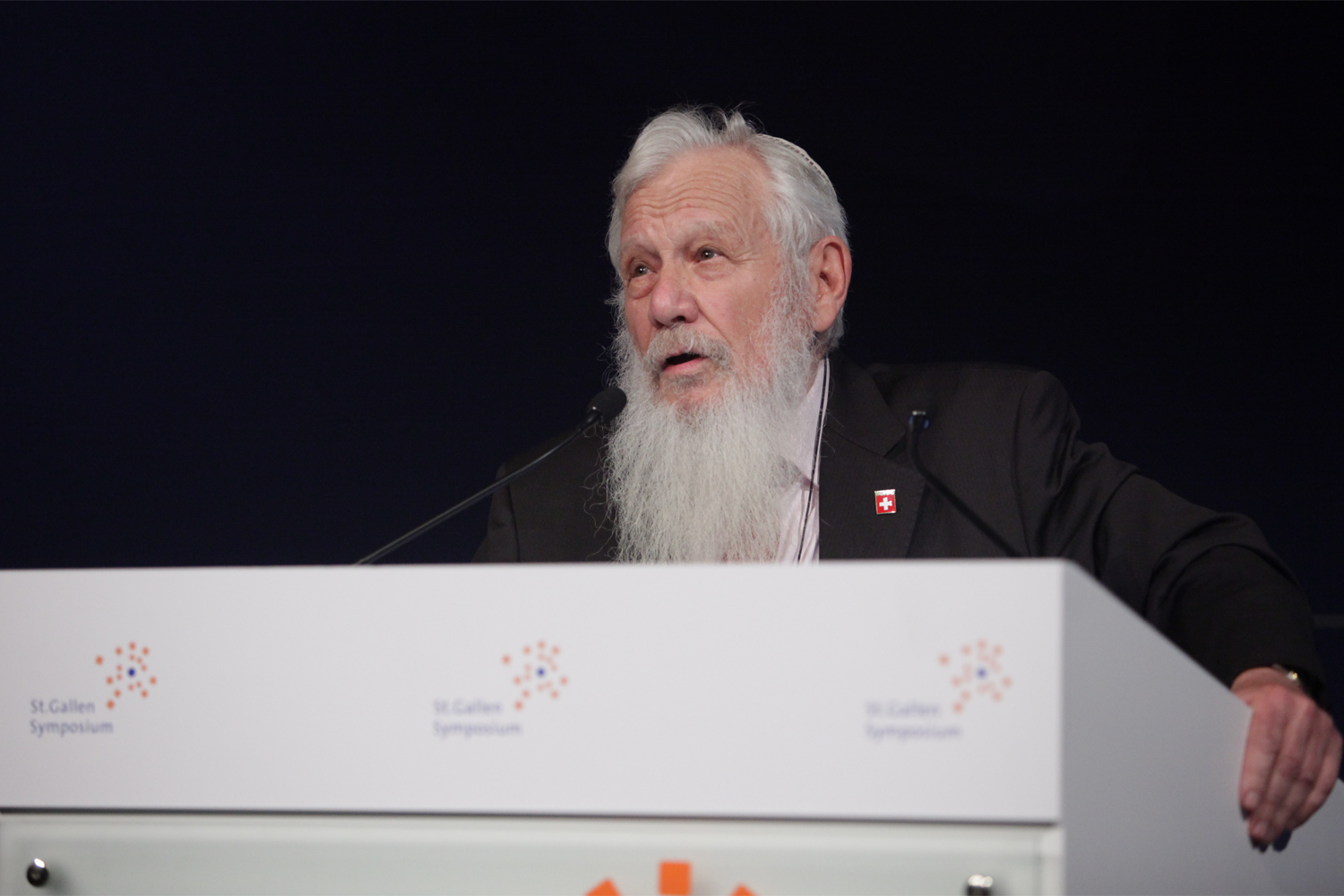
Robert Aumann im Mai 2009 am 39. St. Gallen Symposium

Israel Robert John Aumann (hebräisch ישראל אומן für Israel Aumann; * 8. Juni 1930 in Frankfurt am Main) ist ein Mathematiker mit deutscher, israelischer und US-amerikanischer Staatsbürgerschaft. 2005 wurde er mit dem Alfred-Nobel-Gedächtnispreis für Wirtschaftswissenschaften ausgezeichnet.

## Leben

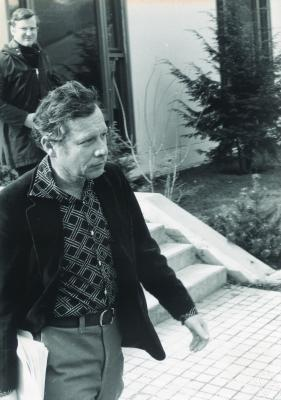
Robert Aumann 1977

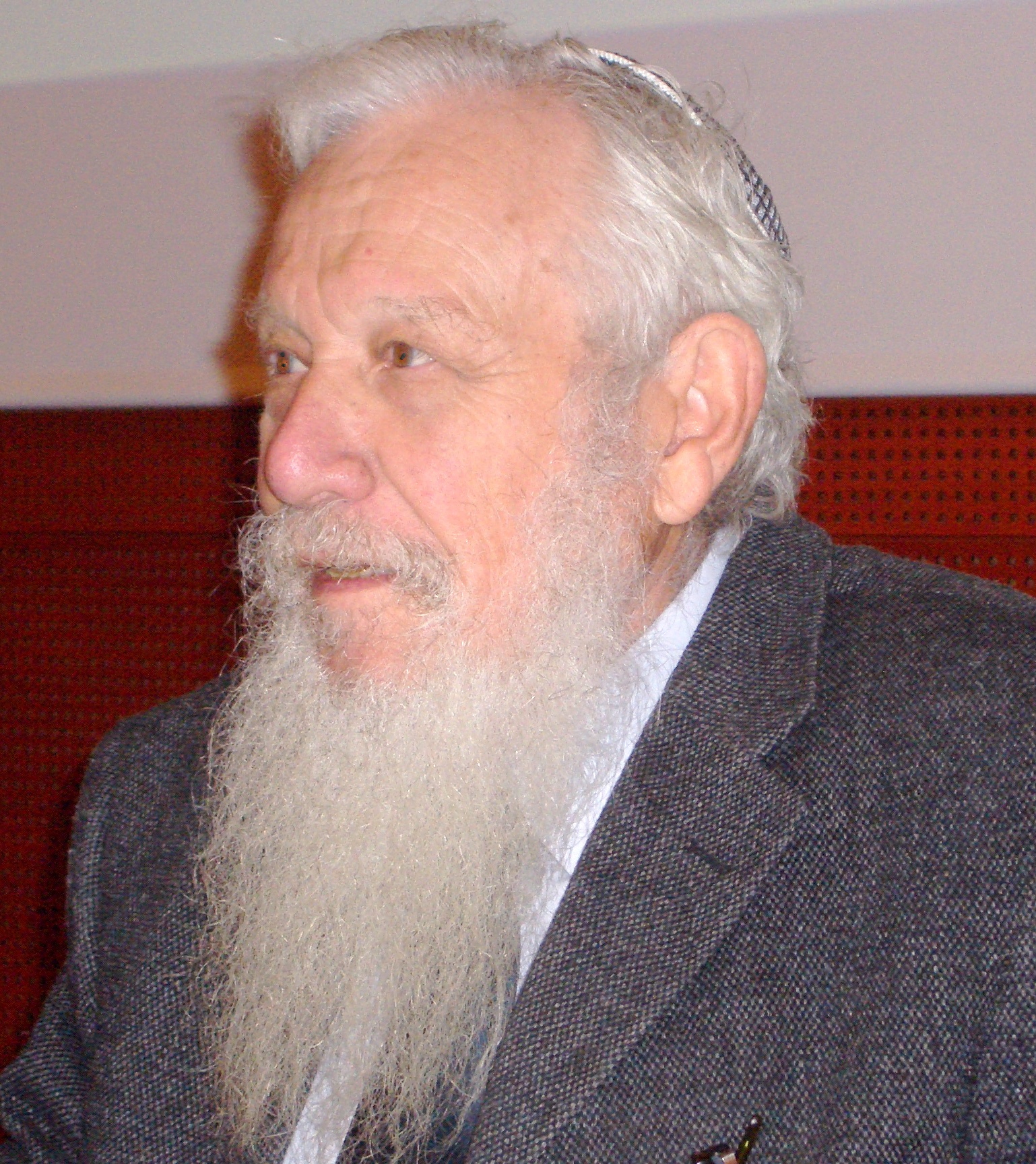
Robert Aumann 2008

Robert Aumann wurde in Frankfurt am Main in einer jüdisch-orthodoxen Familie als Sohn von Moses Aumann geboren. Dieser gründete in Frankfurt am Main mit Familienangehörigen die Textilfirma Aumann & Rapp, Kaiserstraße 65–69. Familie Aumann wohnte in der Bockenheimer Anlage; das Haus wurde im Krieg zerstört. Aumann war als Kind und Schüler der Samson-Raphael-Hirsch-Schule Opfer antisemitischer Rüpeleien deutscher Kinder. 1938 floh die Familie zwei Wochen vor der Reichspogromnacht nach England und von dort nach New York. Die Firma in Frankfurt wurde „arisiert“.
In den USA studierte Aumann Mathematik und schloss 1950 mit einem Bachelor of Science in Mathematik am City College of New York ab. Am Massachusetts Institute of Technology graduierte er 1952 als Master of Science und wurde 1955 bei George W. Whitehead zum Ph.D. promoviert. In seiner Dissertation bewies er, dass die Komplemente alternierender Knoten asphärisch sind. Er war anschließend in Princeton und beschäftigte sich mit Operations-Research-Modellen, sein Interesse galt aber der Spieltheorie.
1956 siedelte Aumann nach Israel über. Robert Aumann lehrt an der Hebräischen Universität von Jerusalem. Er forscht dort am 1991 gegründeten interdisziplinären Institut Center for the Study of Rationality zusammen mit Ökonomen, Mathematikern, Psychologen, Biologen, Medizinern und Philosophen. Seit 1989 ist er außerdem Gastprofessor an der Stony Brook University, wo er das Center for Game Theory in Economics mitgegründet hat.
Im Jahr 2005 entschied die schwedische Königliche Akademie der Wissenschaften, Aumann und Thomas C. Schelling den von der Schwedischen Reichsbank gestifteten Alfred-Nobel-Gedächtnispreis für Wirtschaftswissenschaften zuzuerkennen: „Sie haben“, so die Akademie, „durch spieltheoretische Analysen unser Verständnis von Konflikt und Kooperation vorangebracht“.
Aumann hat fünf bekannte Bücher verfasst und über siebzig wissenschaftliche Publikationen veröffentlicht. Er ist Ehrendoktor zahlreicher Universitäten wie der Université catholique de Louvain, der University of Chicago und der Friedrich-Wilhelms-Universität in Bonn.
Robert Aumann ist Mitglied der US-amerikanischen Akademie der Wissenschaften, der US-amerikanischen Akademie für Wissenschaft und Kunst und der Israelischen Akademie der Natur- und Geisteswissenschaften. Aumann war Präsident der IMU (Israel Mathematics Union) und ist erster Präsident der neu gegründeten Gesellschaft für Spieltheorie (Game Theory Society). Zudem ist er externes beratendes Mitglied des Boards von IBM.

## Wissenschaftliche Beiträge
Aumanns größter Beitrag war auf dem Gebiet der wiederholten Spiele, in denen die Spieler wiederholt ein One-Shot-Game spielen.
Aumann war der erste, der das Konzept des korrelierenden Gleichgewichts in der Spieltheorie beschrieb. Diese Art Gleichgewicht in nicht-kooperativen Spielen ist flexibler als das  Nash-Gleichgewicht. Weiterhin untersuchte Aumann die Idee des Common Knowledge in der Spieltheorie in eindrucksvoller Weise.
Als orthodox-religiöser Jude verwendete Aumann die Spieltheorie auch, um die talmudischen Zwangslagen zu analysieren. Er war imstande, die Rätsel um das „Teilungsproblem“ – das alte Dilemma der talmudischen Prinzipien bei der Aufteilung des Erbes eines verstorbenen Ehemanns auf seine drei Frauen, abhängig vom Wert des Erbes im Verhältnis zu dessen ursprünglichem Wert - zu klären.

## Bibelcode-Kontroverse
Aumann zog einige Kritik für sein Interesse an der Untersuchung des Thoracodes auf sich. Er trat teilweise für die Stichhaltigkeit des Great Rabbis Experiment von Doron Witztum, Eliyahu Rips und Yoav Rosenberg ein. Sowohl für ihn als Juden als auch als Mann der Wissenschaft wies die Code-Forschung einige Bedeutung auf.
1996 wurde ein Komitee zusammengestellt, in dem Aumann und Hillel Fürstenberg Mitglied waren. Es sollte die von H. J. Gans berichteten Ergebnisse hinsichtlich der Existenz von „verschlüsseltem“ Text in der Bibel untersuchen, der Ereignisse, die viele Jahre nach Niederschrift der Bibel stattfanden, vorausgesagt haben soll. Das Komitee führte zwei zusätzliche Tests im Geiste von Gans’ Experimenten durch. Beide Tests zur Bestätigung der Existenz des vermeintlichen Codes schlugen fehl.

## Politische Ansichten und Aktivitäten
Aumann ist ein Mitglied der Professors for a Strong Israel (PSI), einer überparteilichen rechts-konservativen Organisation von Akademikern zur Unterstützung des Staates Israel, die sich gegen die Oslo-Abkommen und gegen Abbau der Siedlungen in Westjordanland ausspricht.
Er ist im israelischen politischen Spektrum weit rechts anzusiedeln. Er bezeichnete den Abzug der israelischen Siedler aus dem Gazastreifen als „unmoralisch, unmenschlich und dumm“. Er brachte ein Beispiel aus der Spieltheorie, das Paradox des Erpressers, wobei er die Israelis als rational und aufgeklärt, die Araber als irrational und störrisch bezeichnete. 2010 sagte er auf die Frage eines Journalisten von Maariv über das Zusammenleben von Juden und Arabern, dass Israel Zäune um die arabischen Städte in Israel bauen sollte. Er sagte, Israel müsse jüdisch bleiben, und Juden und Araber sollten in verschiedenen Ländern leben. Die Universität Haifa beschloss u. a. aufgrund Aumanns ultrarechten politischen Ansichten, ihm keine Ehrendoktorwürde zu verleihen, was einen Protest im Lehrkörper der Universität zur Folge hatte. Im August 2014 schlug er im Zusammenhang mit der Operation Protective Edge vor, Israel solle ein automatisches Waffensystem errichten, das jedes Mal, wenn Hamas eine Rakete auf Israel abfeuert, automatisch eine Rakete auf Gaza schießt.

## Ehrungen, Preise und Mitgliedschaften (Auswahl)
Aumann erhielt zahlreiche Preise und Ehrungen für seine wirtschaftswissenschaftlichen Arbeiten:
- 1962: Vortrag auf dem Internationalen Mathematikerkongress in Stockholm (Markets with a continuum of traders)
- 1974: Aufnahme in die American Academy of Arts and Sciences
- 1978: Invited Speaker auf dem Internationalen Mathematikerkongress in Helsinki (Recent developments in the theory of the Shapley value).
- 1985: Aufnahme in die National Academy of Sciences
- 1993: Harvey Award für Wirtschaftswissenschaften
- 1994: Israel-Preis für Wirtschaftsforschung
- 1995: Korrespondierendes Mitglied der British Academy[10]
- 2002: EMET-Preis für Wirtschaftswissenschaften
- 2005: Alfred-Nobel-Gedächtnispreis für Wirtschaftswissenschaften zusammen mit Thomas Schelling „für ihre grundlegenden Beiträge zur Spieltheorie und zum besseren Verständnis von Konflikt und Kooperation“
- 2005: John-von-Neumann-Theorie-Preis
- 2020: Mitglied der Academia Europaea[11]

## Schriften (Auswahl)
- Robert J. Aumann, Lloyd S. Shapley: Values of Non-Atomic Games. Princeton University Press, Princeton 1972, ISBN 0-691-08103-4.
- Robert Aumann, Werner Hildenbrand, Joachim Rosenmüller: Essays in Game Theory and Mathematical Economics. In Honor of Oskar Morgenstern. Spektrum Akademischer Verlag, Heidelberg 1981, ISBN 3-86025-972-5.
- Robert J. Aumann, Sergiu Hart: Handbook of Game Theory with Economic Applications Volume 1 (Handbooks in Operations Research and Management Science). Elsevier, Amsterdam 1992, ISBN 0-444-88098-4.
- Sergiu Hart: Game and Economic Theory: Selected Contributions in Honor of Robert J. Aumann. University of Michigan Press, Ann Arbor 1995, ISBN 0-472-10673-2.
- Robert J. Aumann und Michael B. Maschler: Repeated Games with Incomplete Information. MIT Press, Cambridge 1995, ISBN 0-262-01147-6.
- Robert J. Aumann: Collected Papers – Vol. 1. MIT Press, Cambridge 2000, ISBN 0-262-01154-9.
- Robert J. Aumann: Collected Papers – Vol. 2. MIT Press, Cambridge 2000, ISBN 0-262-01155-7.
- Robert J. Aumann, Sergiu Hart: Handbook of Game Theory with Economic Applications (Handbook of Game Theory). Elsevier, Amsterdam 2002, ISBN 0-444-89428-4.